# Cyril John Deverell
Cyril John Deverell, född 9 november 1874 i St Peter Port i Guernsey i Storbritannien, död 12 maj 1947 i Lymington i Hampshire i Storbritannien, var en brittisk militär, fältmarskalk. Han var chef för det brittiska imperiets generalstab 1936-1937 och efterträddes av lord Gort. Under första världskriget ledde han den brittiska 3rd Division. Deverell tjänstgjorde inte under andra världskriget.